# Juliusruh

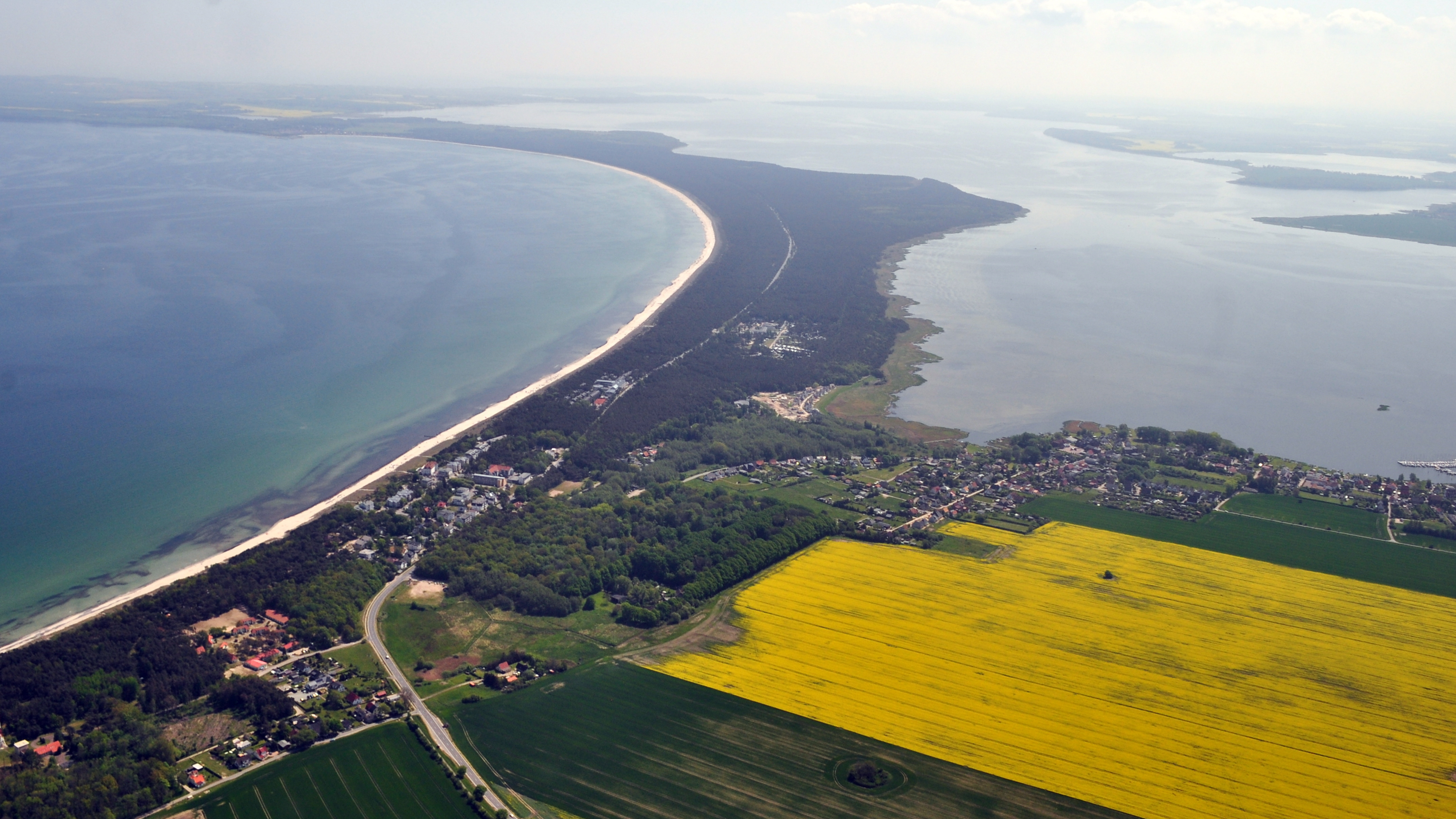
Juliusruh (2011)

Schanzwerk Juliusruh um 1800

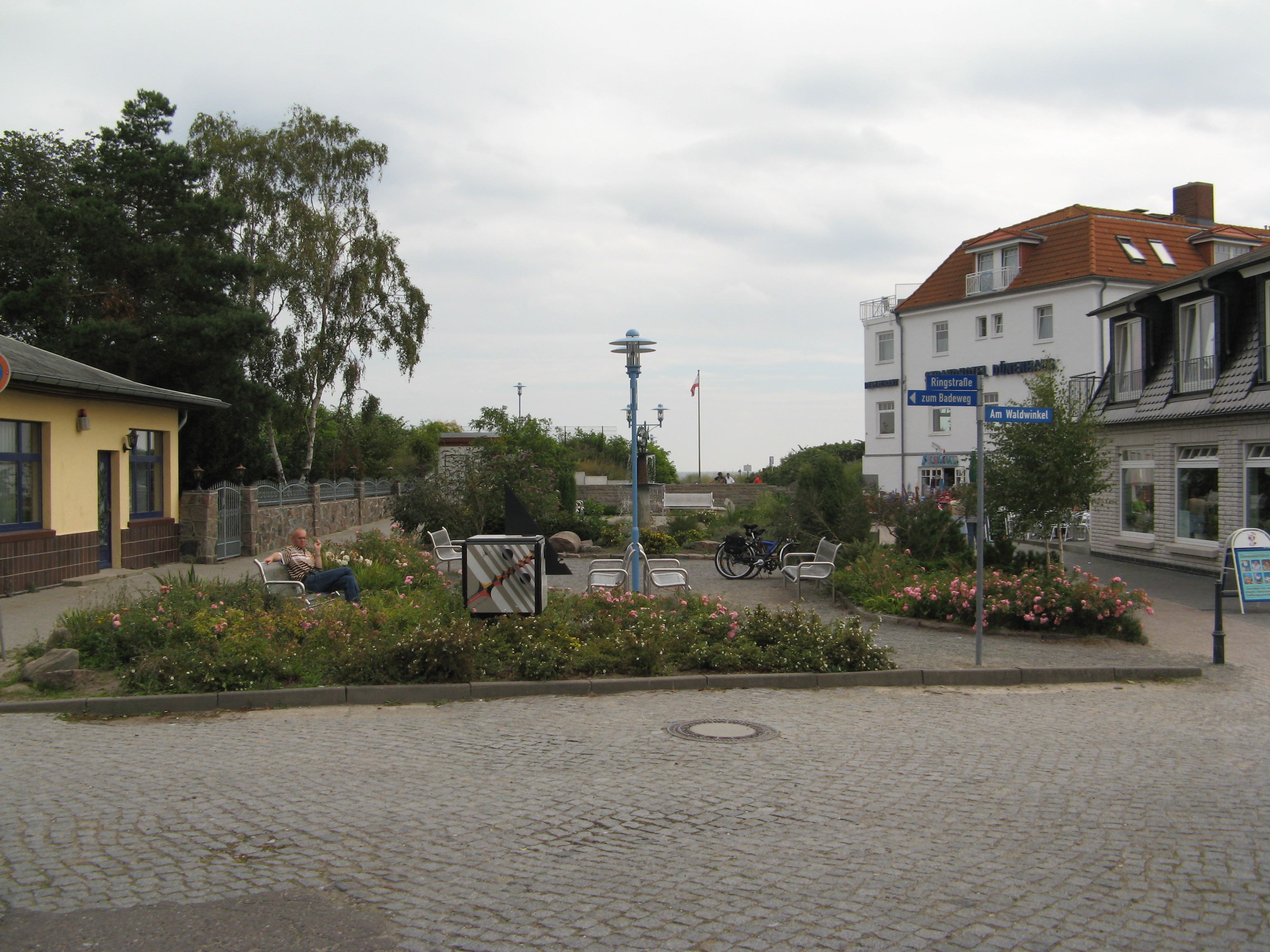
Platz vor der Strandpromenade

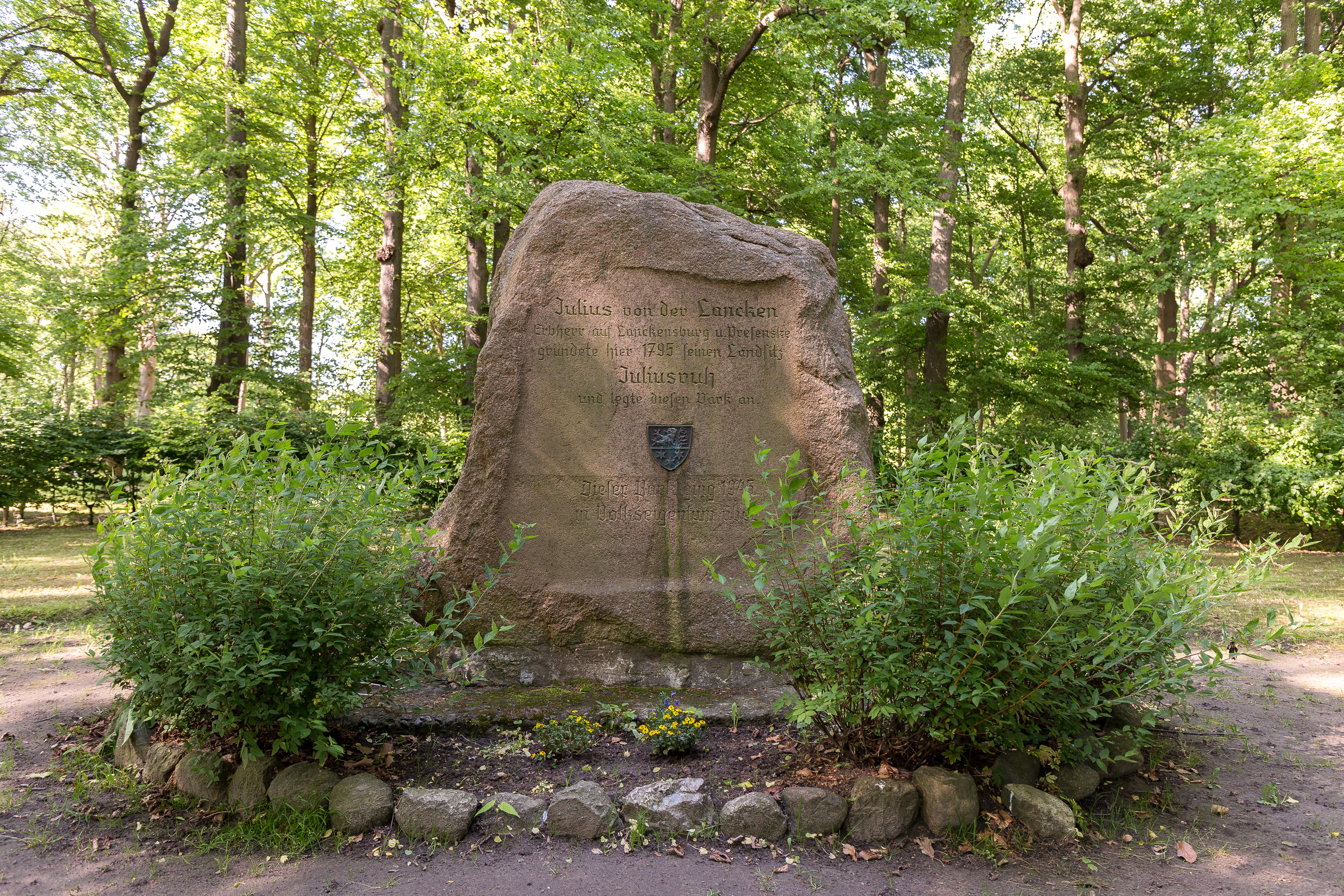
Gedenkstein für Julius von der Lancken

Juliusruh ist ein Ort an der Nordküste von Rügen. Das am Nordende der Schaabe, einer natürlichen Landverbindung zwischen den Halbinseln Wittow und Jasmund, gelegene Dorf ist Ortsteil der Gemeinde Breege.

## Klima
Juliusruh gehört zu den sonnenreichsten Orten Deutschlands. Im Jahr 2008 war, wie der Wetterdienst Meteomedia mitteilte, Juliusruh mit 2089 Sonnenstunden der zweitsonnenreichste Ort Deutschlands. Hiddensee-Dornbusch landete auf Platz 1 mit 2168 Sonnenstunden.

## Geschichte
Der Namensgeber Julius von der Lancken legte im Jahr 1795 den Park Juliusruh und damit den Ort an und errichtete ein Herrenhaus. Heute wird Juliusruh aufgrund seiner Lage an einem der längsten Sandstrände Rügens jährlich von tausenden Urlaubern besucht.
Das am Nordrand des Parks 1795 erbaute Jagdschloss Juliusruh wurde 1945 niedergebrannt und zerstört.
Zu DDR-Zeiten errichtete und unterhielt der VEB ORWO Wolfen ein Betriebs-Ferienlager für die Kinder seiner Betriebsangehörigen.

## Sehenswürdigkeiten
- Park Juliusruh, ursprünglich als Barockpark angelegt, später aber zum Landschaftspark umgestaltet.
- Denkmal der Ortsgründung im Park Juliusruh
- Schanze am Ortseingang Juliusruh von der Schaabe

## Radarstation zur Erforschung der mittleren und hohen Atmosphäre
In der Nähe von Juliusruh betreibt das Leibniz-Institut für Atmosphärenphysik mit Hauptsitz in Kühlungsborn bei Rostock eine Radarstation zur Untersuchung der Hochatmosphäre. Es kommen in dieser Station Radarsysteme mit Frequenzen zwischen einem und 53 Megahertz zum Einsatz.
Das Wahrzeichen der Station ist ein 70 Meter hoher freistehender Stahlfachwerkturm, der 1960/61 errichtet wurde und an dem neben diversen Mobilfunkantennen zwei Rhombusantennen für den Sender der Ionosonde angebracht sind.

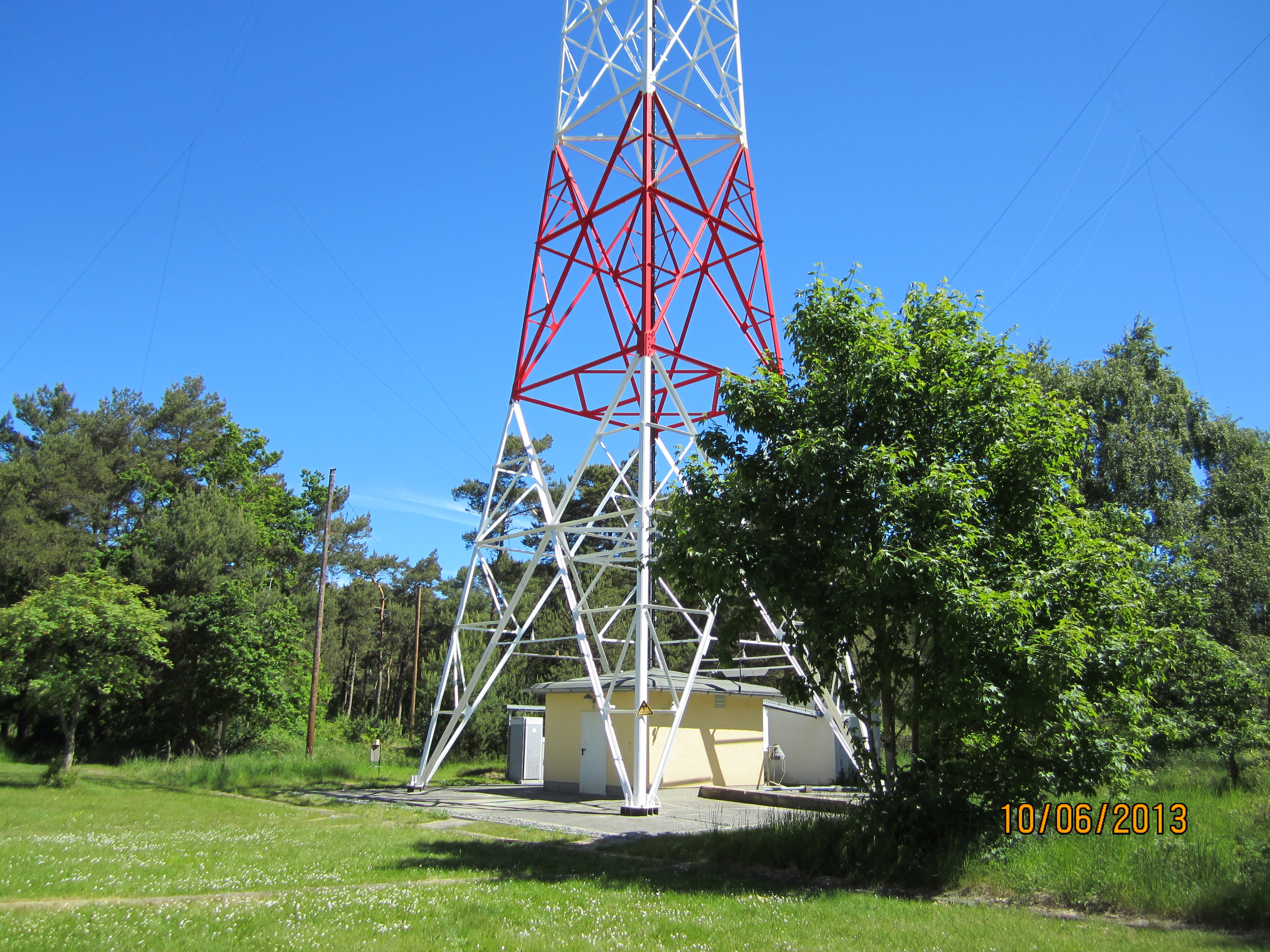
Messmast des Instituts in Juliusruh, auf Rügen

## Mit Juliusruh verbundene Persönlichkeiten
- Manfred Kastner (1943–1988), Maler und Bildhauer